# シルバー・サドル 新・復讐の用心棒
『シルバー・サドル 新・復讐の用心棒』（シルバー・サドル しん・ふくしゅうのようじんぼう、原題：Sella d'argento）は、1978年公開のマカロニ・ウェスタン。ルチオ・フルチが製作した最後のマカロニ・ウェスタン映画であり、アドリアーノ・ボルゾーニが執筆したオリジナル脚本を基にしている。また、主演のジュリアーノ・ジェンマにとっても、本作が最後のマカロニ・ウェスタンへの出演となっている。

## あらすじ
騙されて荒れ地を買わされた挙句、妻を盗賊に殺されたブラッド父子が売主のルーク・バレットに抗議するが、父はルークに射殺される。息子のロイは父の銃を手に取りルークを射殺し、彼の馬を奪い立ち去る。それ以来、ロイは放浪のガンマンとなり数々の武勇伝を残し、奪い取った馬の銀の鞍にちなみ「シルバー・サドル」と呼ばれ恐れられるようになった。
ロイは荒野で死体から金目の物を盗み暮らす男スネークと出会い、彼に命を救われ行動を共にするようになる。二人は近くの町を訪れ、ロイは顔馴染みの娼婦シーバと再会する。シーバから、山賊ガリンチャと手を組むシップから店の売り上げを奪われていることを聞かされ、ロイはシップの元に乗り込み彼らを射殺する。シップたちの死体から金品を物色していたスネークに、現場に居合わせたターナーが仕事を持ち掛け、スネークはロイを仕事に誘う。ロイは断ろうとするが、因縁のあるバレット家のトーマスを殺すという内容を聞き、一転して仕事を引き受ける。ロイはバレット家の墓地でトーマスを待ち受けるが、現れたのは子供だった。その子供が他のガンマンから殺されそうになったため、ロイは子供を助けて墓地を後にするが、その子供がバレット家のトーマス・ジュニアだと知り、彼を荒野に置き去りにして立ち去ってしまう。
ロイは廃墟となった町に立ち寄るが、そこにトーマス・ジュニアを連れたスネークが現れる。彼の姉マーガレットと叔父トーマス・シニアから身代金を録ると考えるスネークだったが、そこにトーマス・ジュニアを狙うガリンチャ一味が現れ銃撃戦になる。ロイとスネークは協力してガリンチャ一味を撃退し、トーマス・ジュニアからターナーがバレット家の執事であることを聞き出し、ロイは一人でバレット家に乗り込む。ロイはマーガレットから話を聞こうとするが、自分の名前で身代金を要求する手紙が届けられたことを知る。ロイはトーマス・ジュニアが無事であることを告げてバレット家を飛び出し、スネークとトーマス・ジュニアの元に合流する。身代金を要求したのがスネークだと知ったロイは彼を追い出し、トーマス・ジュニアを保護するためにシーバの元に身を寄せる。
シーバの協力を得たロイは、売春宿の常連である保安官と娼婦の会話から、ターナーがバレット家の財産を狙い相続人であるトーマス・ジュニアを殺し、マーガレットと結婚して財産を奪おうとしていることを聞き出す。しかし、トーマス・ジュニアが宿内でターナーと出くわしてしまい、ロイは彼を修道院に預け、ターナーの元に向かう。ターナーはマーガレットを人質にしてロイを殺そうとするが、ターナーと彼の部下はロイに返り討ちに遭い射殺される。そこに保安官を連れたトーマス・シニアが現れ、ロイと解放されたマーガレットと共に修道院に向かうが、修道院はガリンチャ一味に襲撃され、トーマス・ジュニアは連れ去らわれていた。ロイはトーマス・ジュニアを助けに向かおうとするが、保安官にガリンチャとの共犯を疑われ逮捕されてしまう。
ガリンチャは身代金1万ドルを要求し、マーガレットはロイに助けを求める。一方、トーマス・シニアは独断で身代金の支払いを決め、使用人のフレッチャーに1万ドルを渡してガリンチャの元に向かわせる。マーガレットの協力で脱走に成功したロイは、荒野で金持ちを求め放浪していたスネークに出くわし、彼を連れてフレッチャーを追う。フレッチャーはガリンチャに1万ドルを渡してトーマス・ジュニアを助けようとするが、直後にガリンチャに殺されてしまう。ガリンチャは逃げ出したトーマス・ジュニアを捕まえ拷問するが、そこにロイとスネークが現れ銃撃戦になる。二人はガリンチャ一味を全滅させるが、スネークはガリンチャに殺されてしまう。
ロイはトーマス・ジュニアをバレット家に届けて立ち去ろうとするが、トーマス・シニアに銃を突き付けられる。ロイは事件の黒幕がトーマス・シニアであり、財産を狙いターナーを操り、さらにガリンチャ一味と手を組んでいたことを暴露する。トーマス・シニアはロイとジュニアを殺そうとするが、ロイはマーガレットが用意した旧式銃で彼の脚を撃ち抜き、「お前は銃ではなく縛り首で死ぬ」と告げる。事件が落着した後、ロイはトーマス・ジュニアとマーガレットに別れを告げて立ち去ろうとするが、トーマス・ジュニアは彼の旅への同行を願い出る。ロイはトーマス・ジュニアを受け入れ、二人は荒野の中へと去っていく。

## キャスト
| 役名                         | 俳優                           | 日本語吹替 |
| 役名                         | 俳優                           | 日本テレビ版 |
| ---------------------------- | ------------------------------ | --- |
| ロイ・ブラッド               | ジュリアーノ・ジェンマ         | 神谷和夫 |
| スネーク                     | ジェフリー・ルイス             | 川辺久造 |
| トーマス・バレット・ジュニア | スヴェン・ヴェルサッチ         | 菊池英博 |
| トーマス・バレット・シニア   | エットレ・マンニ               | 小林清志 |
| マーガレット・バレット       | シンツィア・モンレール         | 土井美加 |
| シーバ                       | リシニア・レンツィーニ         | |
| フレッチャー                 | ドナルド・オブライエン         | |
| ターナー                     | ジャンニ・デ・ルイズ           | |
| ガリンチャ                   | アルド・サンブレル             | |
| 保安官                       | フィリップ・ハーセント         | |
| ルーク・バレット             | ルチアーノ・デ・アンブロージス | |
| シップ                       | ピノ・ロッチ                   | |
| 不明 その他                  |                                | 井上真樹夫 滝口順平 佐田荒野 大久保正信 幸田直子 峰恵研 仁内達之 杉元直樹 嶋俊介 千田光男 高木二郎 増岡弘 三枝みち子 |
|                              |                                | |
| 演出                         | 演出                           | 高桑慎一郎 |
| 翻訳                         | 翻訳                           | 平田勝茂 |
| 効果                         |                                | |
| 調整                         |                                | |
| 制作                         | 制作                           | 千代田プロダクション                                                                                                 |
| 解説                         | 解説                           | 水野晴郎 |
| 初回放送                     | 初回放送                       | 1981年9月9日 『水曜ロードショー』                                                                                    |

※日本語吹替はDVDに収録

## 製作
『真昼の用心棒』『荒野の処刑』に続くルチオの第3作目のマカロニ・ウェスタンであり、リッツォリ・フィルム・プロダクションの資金調達を得て製作された。ルチオは翌年に公開された『サンゲリア』で名声を得て、以降はホラー映画・スプラッター映画の分野で活躍していく。本作は『Murder to the Tune of Seven Black Notes』『サンゲリア』の合間に製作され、ファビオ・フリッツィ、セルジオ・サルヴァティなどがスタッフとして参加している。撮影は1977年から1978年初頭にかけてスペイン・アルメニアで行われた。同地で撮影されたマカロニ・ウェスタン作品は、本作と『China 9, Liberty 37』が最後の作品となった。
主演のロイ役には、『夕陽の用心棒』への出演以来マカロニ・ウェスタンのスター俳優となっていたジュリアーノ・ジェンマが起用され、共演者にはマカロニ・ウェスタンの出演経験が豊富で、性格俳優として評価されていたドナルド・オブライエン、エットレ・マンニ、アルド・サンブレル、ジェフリー・ルイスが起用された。バレット・ジュニア役には、『The Balloon Vendor』『Nenè』への出演で知られていた子役スヴェン・ヴェルサッチが起用された。ヒロインには、ロマンティック・コメディで活躍していたシンツィア・モンレールが起用され、彼女は後に『ビヨンド』などのルチオ作品に出演することになる。また、映画への出演経験の浅いリシニア・レンツィーニも主要キャストとして起用されている。レンツィーニは本作への出演以降はコメディ映画で活躍するようになる。保安官役のフィリップ・ハーセントは製作の4年後に死去しており、本作が遺作となった。

## 公開
1978年4月20日に公開され、イタリアでは一定の成功を収め、興行収入は2億3,700万リラを記録した。その後、1980年までの間にヨーロッパ各国で順次公開され、西ドイツ・オーストリア・ハンガリーで人気を集め、3か国合計で観客動員数88万7,413人を記録した。暴力描写があるためR15指定されたが、西ドイツ・ノルウェーではR16、アルジェリアではR13指定で公開された。一方、アメリカ合衆国では公開されず、批評家やファンの間では高く評価されているにもかかわらず、アメリカ国内では知名度が低いルチオ作品となっている。